# Lycinus gajardoi
Lycinus gajardoi is een spinnensoort in de taxonomische indeling van de bruine klapdeurspinnen (Nemesiidae).
Lycinus gajardoi werd in 1940 beschreven door Mello-Leitão.